# Altena (Bahrdorf)

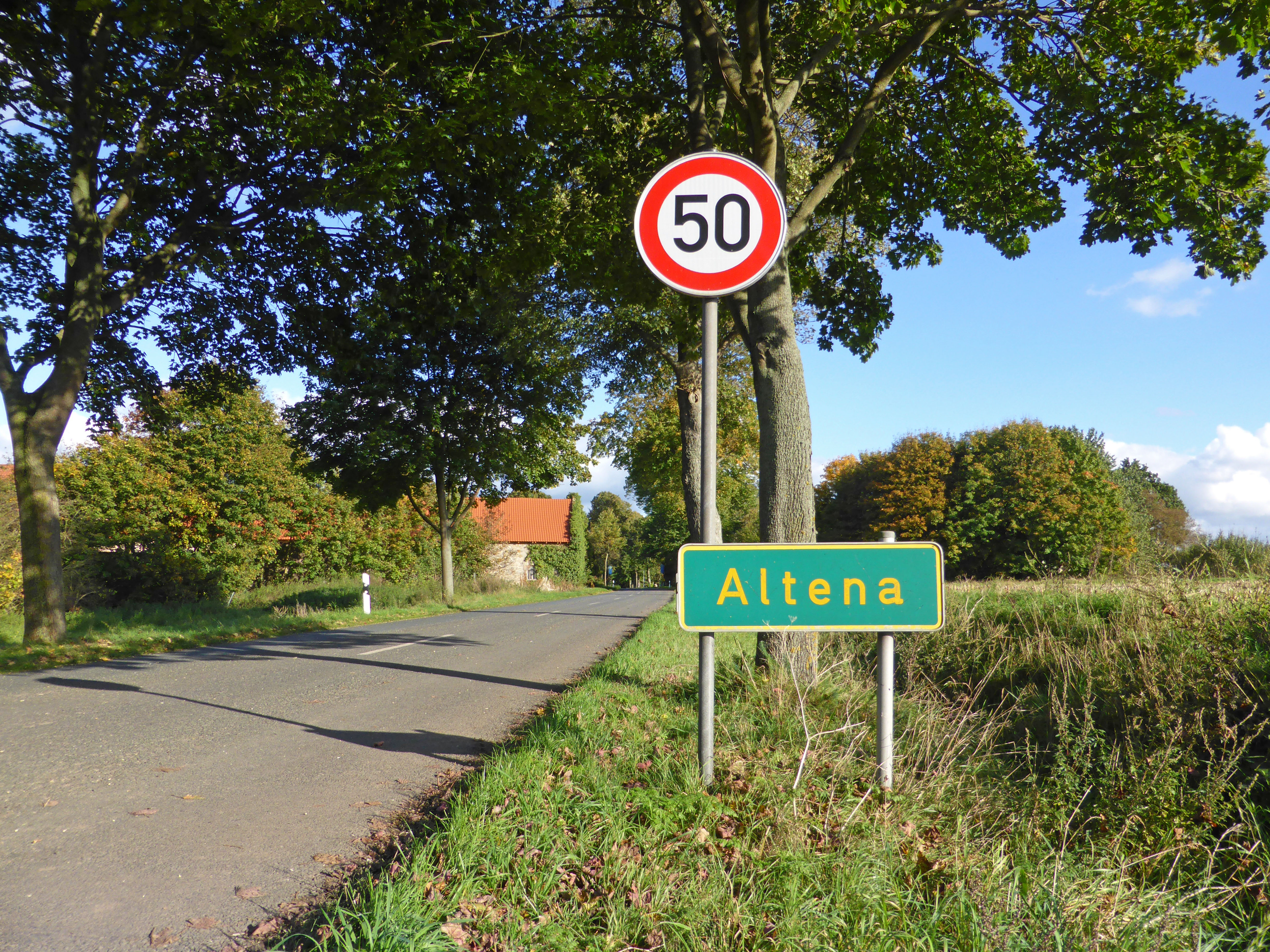
Ortseingang

Altena ist ein zu Saalsdorf gehörender Wohnplatz, in der Gemeinde Bahrdorf im Landkreis Helmstedt in Niedersachsen gelegen.

## Geografie und Verkehrsanbindung
Altena liegt im äußersten Osten von Niedersachsen, nur knapp zwei Kilometer von der Landesgrenze nach Sachsen-Anhalt entfernt. Das Gebiet um Altena wird zum Helmstedter Holzland gezählt. Die Kreisstraße 45 führt von Altena im Nordwesten nach Bahrdorf und im Südosten nach Saalsdorf. Die Buslinie 380 der KVG Braunschweig führt von Altena bis nach Helmstedt und Wolfsburg.

## Geschichte

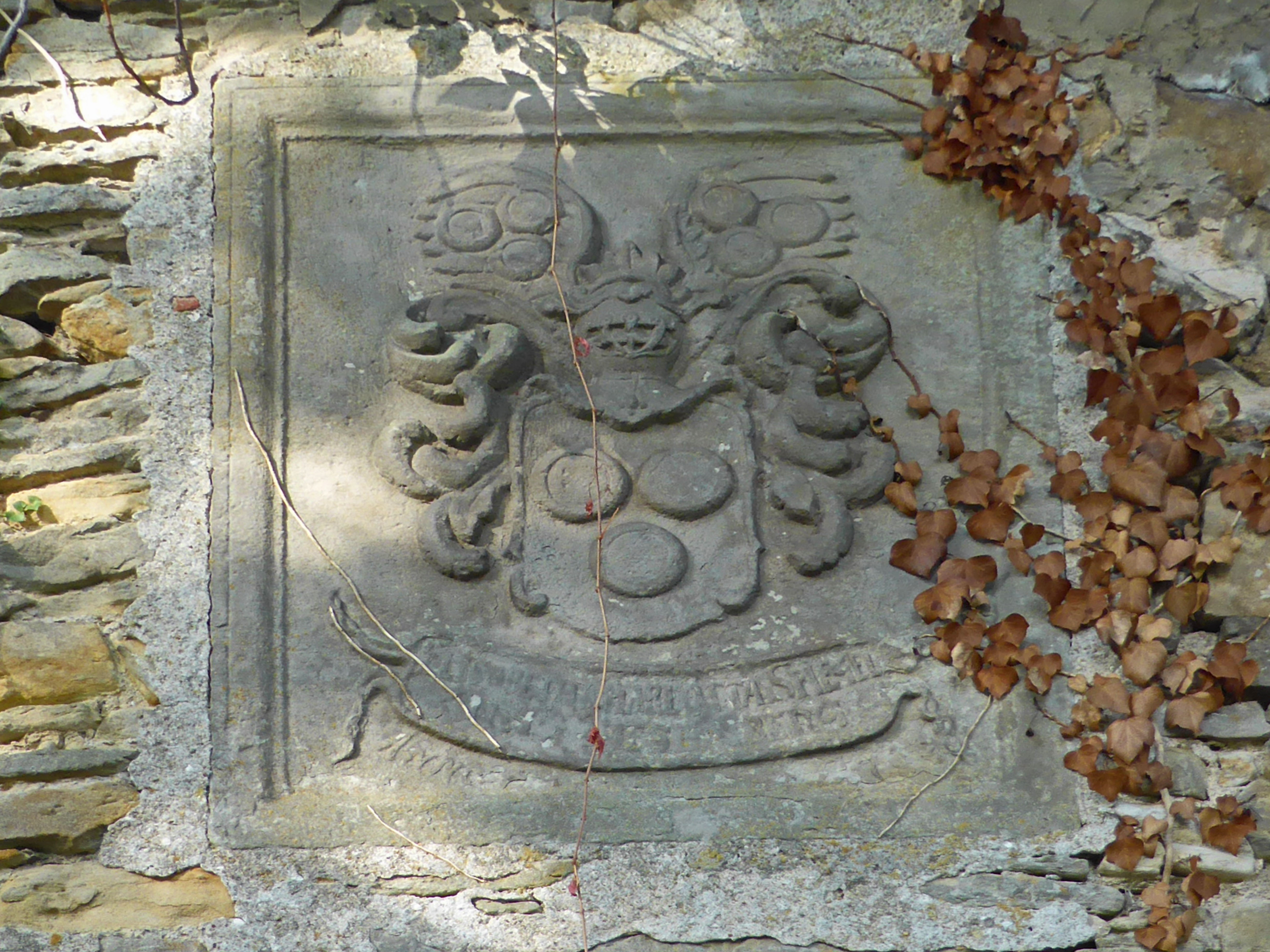
Wappen der Familie von Spiegel an der Außenmauer des Rittergutes Altena

Der Wohnplatz Altena geht auf ein gleichnamiges Rittergut zurück. 1629 ging Altena von den Herren von Bülow an die Familie von Spiegel über. Altena war auch Sitz eines Adligen Gerichts, das auch Mackendorf und Saalsdorf umfasste und in der Franzosenzeit aufgehoben wurde. Danach kam Altena zum Kanton Weferlingen im Distrikt Helmstedt, im Departement der Oker des Königreiches Westphalen.
1877 verstarb Werner Friedrich Julius Stephan von Spiegel und hinterließ seiner Witwe Thekla Sophie Marie Anna Freiin von Schaumburg unter anderem das Rittergut Altena. Da die Ehe kinderlos geblieben war, ging das damals zum Herzogtum Braunschweig gehörende Rittergut Altena nach ihrem Tod 1891 oder 1892 an ihren Schwager Eduard Wiprecht von Davier über, dessen Verwaltung er seinem Neffen August Rudolf Karl von Davier (1853–1936) übertrug.
Von 1945 an lag Altena an der Innerdeutschen Grenze, so dass der Ort von der bisherigen Stromversorgung durch die Landelektrizität GmbH Halle (Saale) abgeschnitten war. Daher wurde eine neue Stromleitung verlegt, die von Mackendorf über Saalsdorf bis nach Altena führte und von der Landelektrizität GmbH Fallersleben gespeist wurde.
Seit dem 1. Juli 1972 gehört Altena zur Gemeinde Bahrdorf. Um 2012 erfolgte die Errichtung der Biogasanlage Altena. Die Biogas Altena GmbH & Co. KG hat ihren Sitz jedoch in Rickensdorf, Mitgesellschafter ist ein Mitglied der Familie von Davier.
Das Wappen der Familie von Spiegel, drei runde gerahmte Spiegel, ist heute noch an der Außenmauer des Gutes zu sehen. Auf dem gekrönten Helm steht ein offener, beiderseits mit den drei Spiegeln belegter roter Flug.